# سید ابوالحسن حسن‌زاده
سید ابوالحسن حسن‌زاده (زاده ۱۳۴۲) روحانی شیعه و امام جمعه موقت اهواز است که با کسب ۲۸۹۲۹۳ رای به‌عنوان نماینده استان خوزستان در ششمین دوره مجلس خبرگان رهبری انتخاب شد.